# Patricia Bath
Patricia Era Bath (New York, 4 november 1942 - San Francisco, 30 mei 2019) was een Amerikaans oogheelkundige, uitvinder en academicus. 
Bath was het eerste vrouwelijke lid van het Jules Stein Eye Institute, de eerste vrouw die een postgraduaatopleiding in oogheelkunde leidde en de eerste vrouw verkozen tot het erepersoneel van het Ronald Reagan UCLA Medical Center (na haar pensionering). Zij was ook de eerste Afro-Amerikaanse vrouw die werkte als chirurg in het UCLA Medical Center. Bath was de eerste Afro-Amerikaanse vrouwelijke arts die een octrooi keeg voor een medisch doel. Als houder van vier patenten richtte ze ook de non-profitorganisatie American Institute for the Prevention of Blindness op in Washington D.C.

## Biografie

### Jeugd en opleiding
Patricia Era Bath werd in 1942 geboren in Harlem, New York als kind van Rupert en Gladys Bath. Haar vader was een immigrant uit Trinitad die de eerste zwarte trambestuurder werd in de metro van New York. Baths moeder was huismoeder toen de kinderen jong waren en werkte later als huishoudster om de studies te kunnen betalen. Op tweeënhalf jaar tijd studeerde Bath af aan de Charles Evans Hughes High School. Geïnspireerd door het werk van Albert Schweitzer, behaalde ze een studiebeurs van de National Science Foundation waardoor ze kon meewerken aan een studieproject van de Yeshiva-universiteit in het Harlem Hospital Center, dat verbanden onderzocht tussen kanker, voeding en stress. Bath ontving haar Bachelor of Arts in de chemie in het Manhattan Hunter College in 1964. Ze verhuisde naar Washington D.C. om te studeren aan het Howard University College of Medicine en behaalde in 1968 haar doctoraat. Tijdens haar studies in Howard was ze voorzitter van de Nationale medische studentenvereniging en ontving ze studiebeurzen voor het National Institute of Health en het National Institute of Mental Health.
Bath liep stage bij het Harlem Hospital Center en vervolledigde haar training aan de Columbia-universiteit. Bath reisde in 1967 naar Joegoslavië om de gezondheid van kinderen te bestuderen, waarbij werd opgemerkt dat de praktijk van oogheelkunde veel minder was voor raciale minderheden en arme bevolkingsgroepen, wat leidde tot meer blindheid bij zwarte en arme patiënten. Ze besloot dit probleem aan te pakken en overtuigde haar professoren uit Columbia om kosteloos oogoperaties bij blinde patiënten in het Harlem Hospital Center uit te voeren, waar tot dan toe nog geen oogoperaties werden aangeboden. Bath was de pionier van de wereldwijde discipline van community oftalmology, een op vrijwilligers gebaseerde hulpverlening om noodzakelijke oogverzorging aan onderbedeelde bevolkingsgroepen te bieden. Bath was de eerste Afro-Amerikaanse residentieel oogheelkundige aan de New York-universiteit van 1970 tot 1973.

### Carrière
Na het voltooien van haar opleiding, werkte Bath een korte periode als assistent-professor aan het Jules Stein Eye Institute aan de UCLA en de Charles R. Drew University of Medicine and Science voordat ze als eerste vrouwelijke professor op de faculteit van het Eye Institute begon. In 1978 was Bath medeoprichter van het "Amerikaans Instituut voor de Preventie van Blindheid", waar ze ook directeur was. In 1983 werd ze hoofd in haar vakgebied bij de Charles R. Drew University of Medicine and Science, als eerste vrouw ooit die een dergelijke afdeling leidde. In 1993 ging ze met pensioen aan de UCLA, die haar vervolgens als de eerste vrouw bij het erepersoneel verkoos.
Zij was professor in de oogheelkunde aan de medische faculteit van de Howard-universiteit en hoogleraar afstandsgeneeskunde en oogheelkunde aan de St. Georges University en een van de medeoprichters van het oogheelkundig trainingsprogramma van het King-Drew Medical Center. Bath gaf internationaal lezingen en schreef meer dan 100 papers.

### Uitvindingen
Bath heeft vier patenten in de Verenigde Staten. In 1981 ontwierp ze de Laserphaco Probe, een medisch hulpmiddel dat het gebruik van lasers verbetert om staar te verwijderen en voor ablaties en verwijderen van cataract op de ooglens. Het apparaat werd voltooid in 1986 nadat Bath onderzoek deed naar lasers in Berlijn en werd in 1988 gepatenteerd waardoor ze de eerste Afro-Amerikaanse vrouw was die een patent voor een medisch doel ontving. Het apparaat dat de cataract snel en bijna pijnloos met een laser oplost, het oog irrigeert en reinigt en het gemakkelijk inbrengen van een nieuwe lens mogelijk maakt, wordt internationaal gebruikt om de ziekte te behandelen. Bath ging verder met het verbeteren van het apparaat en waardoor ze met succes het gezichtsvermogen herstelde van mensen die al tientallen jaren niet meer konden zien.
Drie van Bath's vier patenten hebben betrekking op de Laserphaco-sonde. In 2000 kreeg ze een patent op een methode die ze bedacht voor het gebruik van ultrasone technologie om staar te behandelen.